# Parazumia ticae
Parazumia ticae är en stekelart som beskrevs av Carpenter och Garcete-barrett 2005. Parazumia ticae ingår i släktet Parazumia och familjen Eumenidae. Inga underarter finns listade i Catalogue of Life.